# Maison Ruspoli

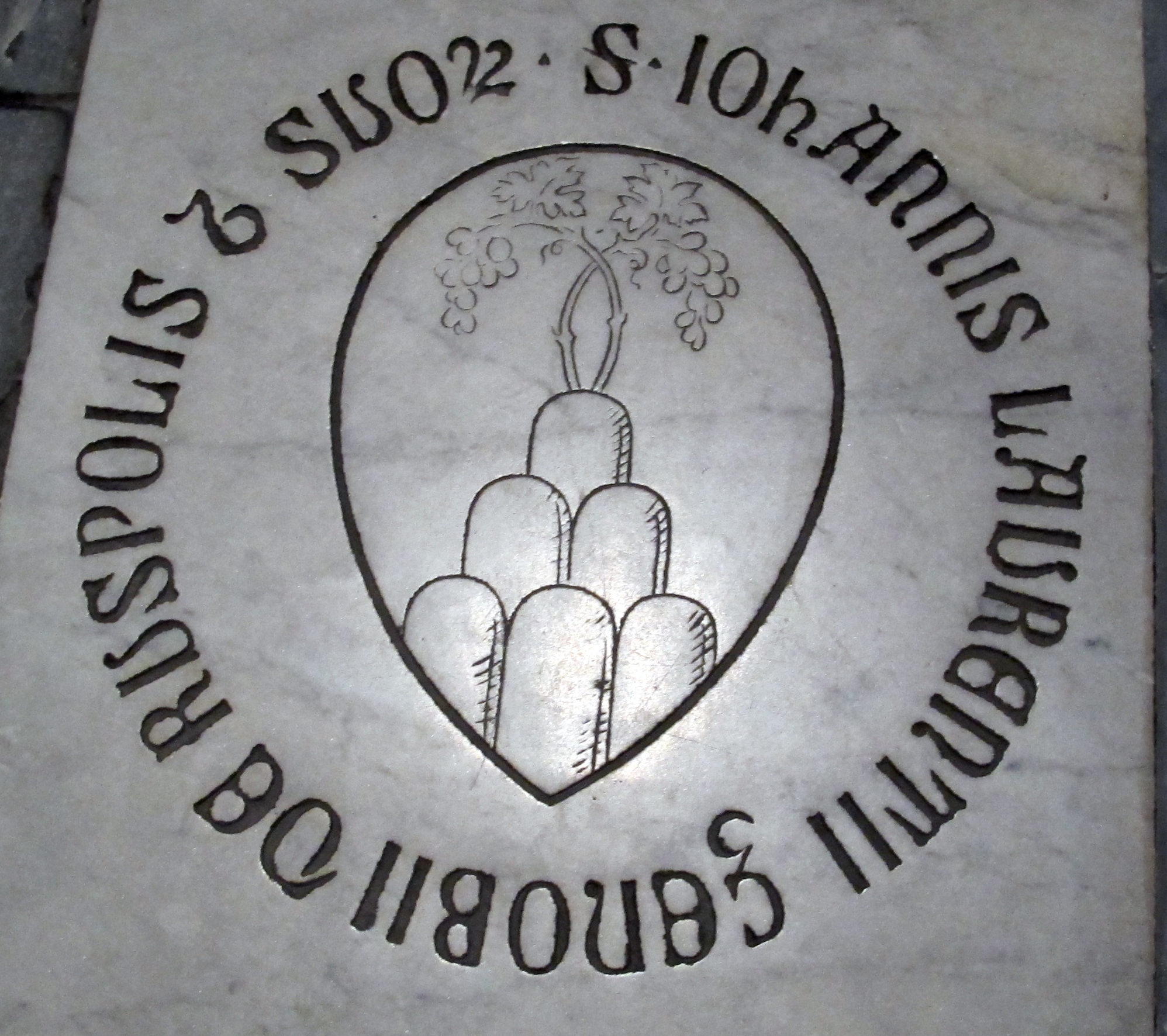
Armoiries de la Maison Ruspoli sur le sol de la Basilique Santa Maria Novella à Florence.

La maison Ruspoli est l’une des plus anciennes familles italiennes. Leurs origines  remontent à Florence, au XIIIe siècle et, par descendance directe, des Marescotti de Bologne, à Mario Scoto en 800[réf. nécessaire].
S'étant installée à Rome au XVIIe siècle, la dernière descendante de la famille, Vittoria Ruspoli, des marquis de Cerveteri, épousa Sforza Vicino Marescotti IV, comte de Vignanello, descendant des Farnèse du côté maternel comme du côté paternel. L’un des fils de Vittoria relevera finalement le nom de famille et les armoiries des Ruspoli pour assurer la continuité de la lignée familiale. C’est de lui dont descende aujourd’hui les Ruspoli.
En 1708, le neveu de Vittoria, Francesco Ruspoli, chef du régiment Ruspoli, combattit pour la défense de l'État pontifical. L’année suivante, en 1709, il força les Autrichiens à se retirer. Le pape Clément XI, en reconnaissance, érigea le marquisat de Cerveteri en principauté, nommant François Ier prince de Cerveteri. Par la suite, la famille Ruspoli vécut entre la campagne italienne Vignanello, Cerveteri et le Palais Ruspoli, leur résidence principale, situé à Rome.

## Origines de la famille Ruspoli de Florence
Les premières sources connues concernant la famille Ruspoli remontent au début du XIIIe siècle comme en témoignent les tombes familiales présentes dans les églises d'Ognissanti et de Santa Maria Novella à Florence. Il s’agit donc des premières traces de l’existence de cette famille.

### Personnalités
- Lorenzo Ruspoli – noble florentin vivant au début du XIIIe siècle ;
- Neri Ruspoli – chef gibelin – en 1266 les Guelfes brûlèrent sa maison à Florence ;
- Ser Bonaccorso Ruspoli - Notaire à Florence et Ghino Ruspoli - vivant en 1304 ;
- Roberto Ruspoli - vivant au milieu du XIVe siècle ;
- Giovanni Ruspoli – né en 1363 – gonfalonier et prieur en 1391 – fit construire la chapelle noble d'Ognissanti ;
- Roberto Ruspoli et Zanobi Ruspoli – vivant en 1391 ;
- Lorenzo Ruspoli – né en 1384 – Préteur du château de Begonia (1432) – Préteur du château de Piccioli (1460) – Il fait partie des 16 porte-étendards de Florence ;
- Bartolomeo Ruspoli et Giovanni Ruspoli – né le 25 avril 1420 – enterré à Ognissanti – épouse 1) Maddalena Buti 2) Bartolomea Paffi ;
- Lorenzo Ruspoli – né en 1460 – copropriétaire d’ Amerigo Vespucci – époux d’Alessandra da Magguale

C'est à partir de Bartolomeo, fils du précédemment cité, Lorenzo Ruspoli, que la famille s'éloigne du cercle gibelin pour se rapprocher de l'État pontifical.
Bartolomeo Ruspoli est né à Florence en 1496. Il s'est tout d’abord associé à la famille Altoviti, des fabricants de laine et des banquiers influents. Cependant, en 1529, il part pour Rome où il épouse Maria Ardinghelli, nièce du cardinal Niccolò Ardinghelli, membre influent du cercle Farnèse et proche collaborateur d'Alexandre Farnèse, futur pape Paul III. La famille Ruspoli, alors peu connue, entra ainsi dans la Curie romaine et les fils et filles de Bartolomeo se marièrent tous dans des familles nobles romaines dont celles de Muti, Cavaglieri et Floridi.
En 1531, Bartolomeo Ruspoli fut nommé solliciteur des lettres apostoliques par le pape Clément VII. En 1535, il devient prieur de Florence. C’est une véritable ascension pour la famille qui commence alors à accumuler des postes prestigieux.

## Origines de la famille Marescotti-Ruspoli

### Les origines mythiques

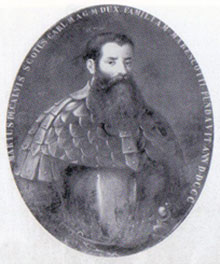
Peinture représentant Mario Scoto

Selon la légende, les origines des Marescotti remontent à Mario Scoto ( Marius Scotus, ou « Mario lo Scoto »), né à Galloway, dans le sud-ouest de l'Écosse, au VIIIe siècle,. En 773, Charlemagne commença une campagne militaire contre les Lombards en Italie, parce qu'ils étaient coupables de ne pas avoir respecté le pacte qui leur avait été imposé par Pépin le Bref (le pacte leur imposaient de céder une partie de leur territoire aux États pontificaux).

### Mariscoto, le fondateur bolognais
Le premier membre de la famille dont nous avons des informations certaines est un certain Mariscott qui fut consul de la municipalité de Bologne et capitaine général en 1179.
Un certain Raniero Marescotti fut nommé cardinal par le pape Lucius II le 18 décembre 1144 et fut titulaire du diaconat des saints Serge et Bacchus. Cependant, nous ne savons pas s’il s’agit de la même famille car peu de sources existent sur ce cardinal.
Pietro de' Calvi Marescotti fut podestat de Faenza en 1185. Son neveu Guglielmo fut quant à lui podestat de Sienne en 1232, son fils Corrado fut chancelier de l'empereur Frédéric II en 1249. Quelques années plus tard, Alberto Marescotti, fils d'Ugolino, fut consul de Bologne, capitaine général de l'infanterie de Bologne, prit Faenza en 1281 et conquit Imola en 1290.

### La succursale de Sienne
Les Marescotti de Sienne, famille gibeline, formée selon certaines sources par un certain Guglielmo qui fut podestat de Sienne en 1232, utilisaient la même arme que la branche principale bolonaise. Cependant, leur présence est attestée à Sienne dès le XIIe siècle ; en effet les seigneurs féodaux de la Maremme (peut-être d'origine germanique), seraient arrivés à Sienne en provenance de Montepescali. En 1147, il semble qu'un certain Mariscott ait fait don de ses possessions de Montepescali à la municipalité de Sienne, tandis que son fils Prete était consul de Sienne en 1194 .
Les Marescotti appartenaient aux Grands de Sienne et au Monte dei Gentiluomini. Leur château était situé dans la Via di Città, où se dresse aujourd'hui l'un des plus beaux édifices de Sienne, le Palazzo Chigi-Saracini. Ils étaient seigneurs de Montalbano, du nom du fief de Montalbano dans le Val di Cecina, entre Castelnuovo di Val di Cecina et Radicondoli. Une branche de Volterra dérivée également des Marescotti de Sienne, la famille s’agrandit donc rapidement. Avec le mariage en 1572 entre Alamanno Marescotti et Onesta Tolomei, la famille Marescotti Tolomei est née. Un membre illustre de cette famille fut l'homme de lettres Lodovico Marescotti, né à Sienne en 1414 et mort après 1474. Les armoiries de la Noble Contrada dell'Aquila proviennent de la famille Marescotti. Ci-dessous, par ordre chronologique, quelques membres de la famille :
Alberto le Malvicino de Calveiso de' Calvi, comte de Bagnacavallo. Albert, comte de Bagnacavallo. Ermes, Massimiliano et Oddo Marescotti (Mariscotti) furent consuls d'Orvieto respectivement en 1035, 1091 et 1099. Carbone - En 1120, il érigea une tour à Bologne. Marescotto - consul d'Imola en 1140.
Raniero Marescotti - Élu cardinal par le pape Lucius II le 18 décembre 1144 et titulaire de la diaconie des saints Serge et Bacchus.
Marescotto - Consul de Bologne et capitaine général de Bologne dans la guerre contre Imola en 1179. Pietro de' Calvi Marescotti - Podestat de Faenza en 1185. Marescotto Consul de Bologne 1227 Guglielmo - Podestat de Sienne en 1232, son fils Corrado fut chancelier de l'empereur Frédéric II en 1249. Alberto Marescotti, fils d'Ugolino, fut consul de Bologne, capitaine général de l'infanterie de Bologne, prit Faenza en 1281 et conquit Imola en 1290.

## Les Ruspoli auXVIesiècle
Le commandant naval Fabrizio Ruspoli, fils de Bartolomeo Ruspoli et de Maria Ardinghelli, s'est distingué à la bataille de Lépante. Les Ottomans réussirent à sauver moins de la moitié de leurs navires et si tactiquement cette bataille fut une victoire chrétienne décisive, la victoire stratégique le fut encore plus car elle marqua le début du déclin de la puissance navale ottomane en Méditerranée, ce après plusieurs siècles d’hégémonie navales. Les chrétiens attribuèrent leur victoire avant tout à la protection de la Vierge Marie, qu'ils avaient invoquée en récitant le Rosaire avant la bataille. A tel point que l'anniversaire de la bataille fut établi par Pie V comme la fête de Notre-Dame de la Victoire ou Notre-Dame du Rosaire.
Orazio Ruspoli, frère de Fabrizio, devint un banquier prospère et fut également magistrat des Collèges en 1557. Après la bataille de Lépante, il ouvre la Banque Ruspoli à Sienne et la famille devient considérablement riche. Orazio a épousé Felice Cavalieri avec qui ils ont eu deux enfants.
Lorenzo Ruspoli, leur cousin, était marchand de laine, puis banquier prospère à Florence, puis conseiller municipal. Il épousa Madonna Maria di Bernardo Franceschi et ils eurent deux enfants ; Antonio et Francesco (nés le 20 août 1579 ). Ce dernier était un poète satirique dont les poèmes ont été publiés à plusieurs reprises ,.
Vittoria Ruspoli, fille d'Orazio et de Felice Cavalieri, épousa en 1617 Sforza Vicino Marescotti, 4e comte de Vignanello, seigneur de Parrano, noble romain et patricien de Bologne, magistrat des Conservatoires de Bologne en 1632 et conservateur de Rome en 1654. Le frère de Vittoria, Bartolomeo Ruspoli, après avoir acheté le marquisat de Cerveteri et le palais d'Ara Coeli à Rome, laissa tout aux descendants de sa sœur.

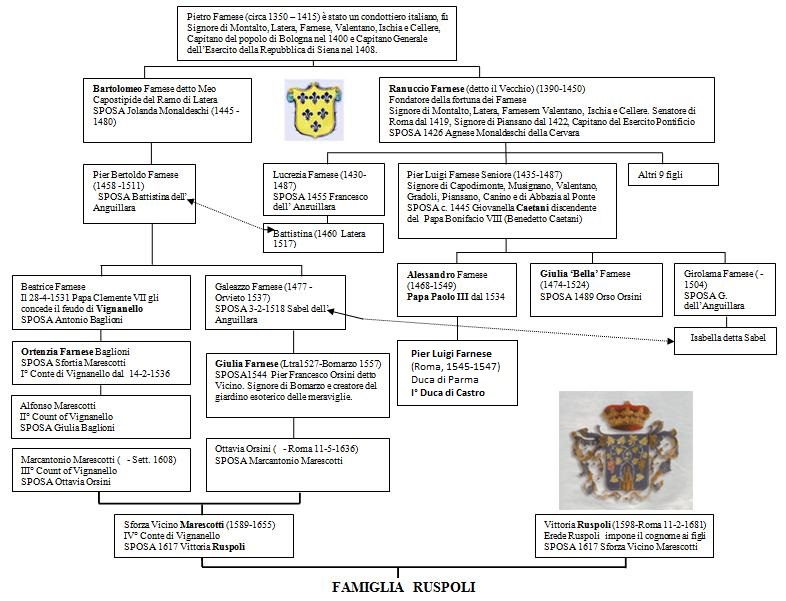
Arbre généalogique des Ruspoli-Farnèse.

Le mari de Vittoria, Sforza Vicino, descendait de la famille Farnèse du côté de sa mère et de son père (voir arbre généalogique ci-contre). Du côté de son père, il hérita du fief de Vignanello (issu du mariage entre Sfortia Marescotti et Ortensia Farnese, comtesse de Vignanello). La mère de sa mère, Octavie, était Julie Farnèse. Toute la branche des Farnèse (ducs de Latéra) s'éteignit et les descendants des Marescotti (qui furent appelés Ruspoli par ordre de Vittoria Ruspoli, à travers l'institution romaine de la maternité de substitution, qui permettait à un descendant en ligne féminine d'adopter le nom de famille d'une famille en voie d'extinction et ainsi de le perpétuer) conservèrent le fief et le château de Vignanello jusqu'à nos jours.
Entre-temps, Clarice, née le 6 mars 1585, sœur de Sforza Vicino Marescotti, prononça ses vœux au couvent de San Bernardino à Viterbe, adoptant le nom de sœur Giacinta. Elle fut béatifiée par le pape Benoît XIII en 1726 et proclamée sainte par le pape Pie VII en 1807.
Elle se fête le 30 janvier.
Galeazzo Marescotti, fils de Sforza Vicino et de Vittoria, fut nommé cardinal par le pape Clément X.

## Les Marescotti-Ruspoli

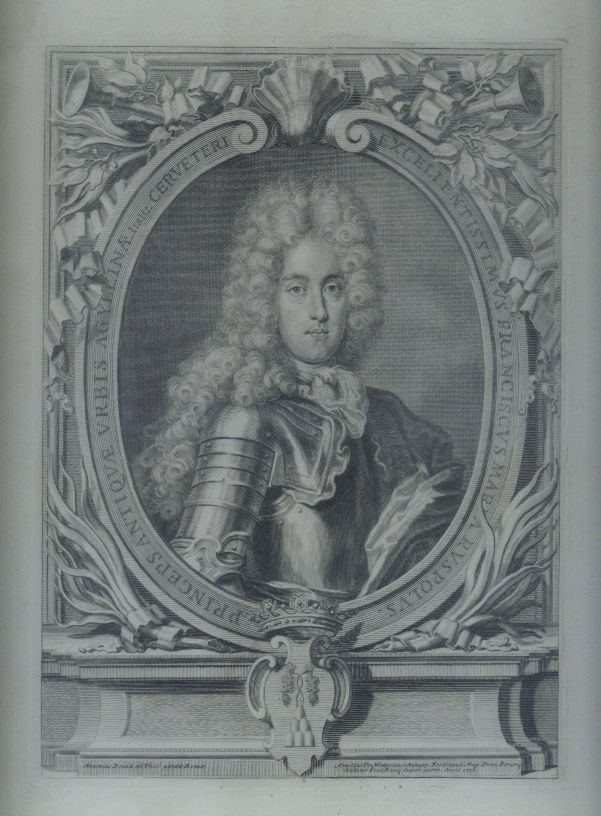
Francesco Maria Ruspoli, Prince de Cerveteri dans une gravure d'époque

Francesco Maria Marescotti Ruspoli, fils aîné d'Alessandro (de Sforza Vicino Marescotti, IV comte de Vignanello et Vittoria dei Principi Ruspoli), est né le 2 mars 1672. En 1695, il épousa Donna Isabella Cesi, fille de Giuseppe Angelo, cinquième duc d'Acquasparta et de Giacinta Conti des ducs de Poli et Guadagnolo (sœur du pape Innocent XIII ).
Après diverses batailles juridiques, il hérite de Marescotti, Capizucchi et Ruspoli. Le 4 septembre 1705, par acte notarié, Floridi put enfin ajouter le titre de marquis de Cerveteri à ses titres.
Francesco Maria apprécia et contribua au développement de l'Académie d'Arcadie dont il était membre sous le pseudonyme d'Olinto. Il fut le premier mécène à les accueillir dans une de ses villas de la Via Merulana. Le premier volume des Rimes des Arcadi est dédié à Francesco Maria. En 1725, Arcadia s'installe définitivement dans la villa Gianicolo de Bosco Parrasio.
En 1707, Georg Friedrich Haendel arrive à Rome, où il est pendant deux ans l'hôte de Francesco Maria Ruspoli, qui le nomme maître de chapelle. Durant cette période, il compose le Salve Regina (HWV 241) qu'il interprète au Château Ruspoli à Vignanello et la Diana Cacciatrice (HWV 79), qu'il interprète au Palais Ruspoli à Cerveteri. À Rome, aux Ruspoli et Ottoboni, il interpréta les oratorios La Resurrezione (HWV 47), et le Trionfo del Tempo e del Disinganno (HWV 46a), tous deux dédiés à Francesco Maria Marescotti Ruspoli. Entre 1709 et 1716, il fut remplacé comme maître de chapelle par Antonio Caldara.
Le cardinal Galeazzo Marescotti regarda son neveu bien-aimé et fut satisfait de la vie brillante, mais encore plus de la grande culture, de la générosité et de la dévotion à Dieu de Francesco Maria. Le cardinal avait un plan précis : persuader le pape d'élever le titre du fief de Cerveteri de marquis à prince. D'autres familles nobles romaines telles que les Aldobrandini, les Boncompagni, les Borghese et les Erba-Odescalchi furent faites princes par leurs papes respectifs. Ruspoli n'avait pas de pape et il fallait faire un geste généreux et acquérir des mérites particuliers auprès du Saint-Siège. En 1707, le cardinal persuada son neveu d'armer un brigantin pour en faire don au Saint-Siège. La coque moderne, dotée de grandes voiles, a été livrée à Civitavecchia. Pour l'occasion, Haendel avait composé un chœur d'enfants sur un texte qui saluait le roi et le pape. Mais cela ne suffisait pas à élever Cerveteri au rang de principauté.
En 1708, Francesco Maria crée à ses frais le régiment Ruspoli. Composé d'environ 1 000 hommes, le régiment connut quelques victoires mineures jusqu'en 1709, date à laquelle, à Ferrare, grâce à un armement supérieur, il réussit à repousser les Autrichiens au nord du Pô. Une grande victoire pour laquelle le 3 février 1709, plein de gratitude, le pape Clément XI éleva Cerveteri en Principauté.
En 1710, le prince Francesco Maria Marescotti Ruspoli acheta le fief de Riano, où il enrichit la ville de privilèges et de travaux publics. En 1713, il acquiert le fief de San Felice Circeo, qui passe ensuite en 1718 au mari de sa fille, Filippo Orsini. En 1713, Francesco Maria acheta à nouveau le Palazzo Ruspoli à Rome aux Caetani, qui avaient chargé Martino Longhi le Jeune de construire la somptueuse loggia de la cour et le célèbre escalier, l'une des quatre merveilles de Rome.
En 1721, le pape Benoît XIII conféra à Francesco Maria le titre de prince romain, pour lui-même et ses descendants, pour une durée indéterminée, afin que la famille puisse maintenir le prestige de ses ancêtres.
Le pape Benoît XIII vint ensuite à Vignanello en 1725 pour consacrer solennellement la nouvelle église paroissiale construite à la demande de Francesco Maria.

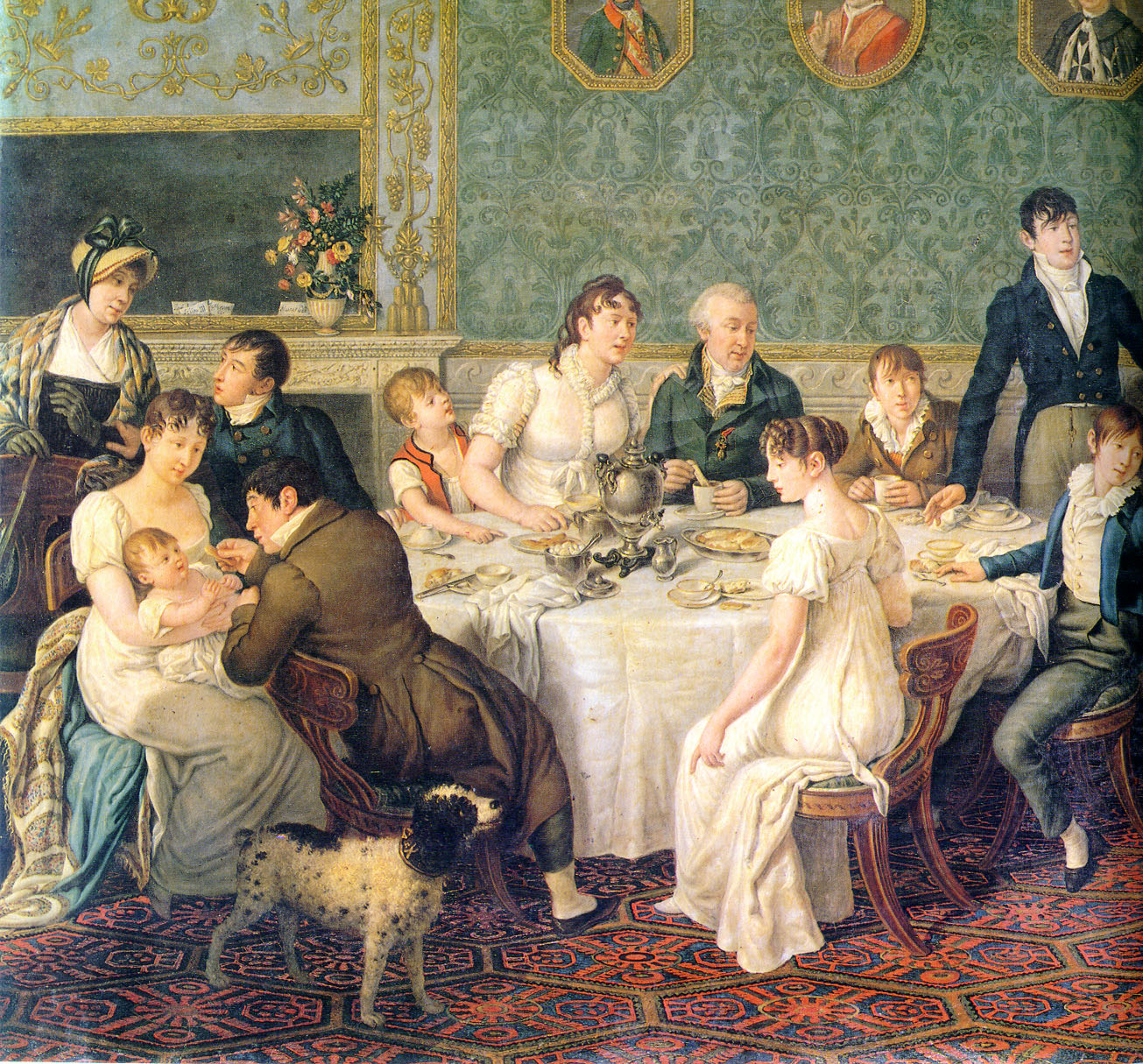
La famille Ruspoli en 1807.

En 1792, Francesco Ruspoli, troisième prince de Cerveteri, fut créé prince du Saint-Empire romain germanique, lui et ses descendants mâles, par l'empereur François II. Ce qualité permet au descendants de Francesco de porter le prédicateur d’Altesse Sérénissime.
L’aîné de la famille Ruspoli occupe la fonction de Grand Maître du Sacré Hospice depuis 1808.
La famille réside encore aujourd'hui dans son palais à Rome.

## Branches de la famille Ruspoli

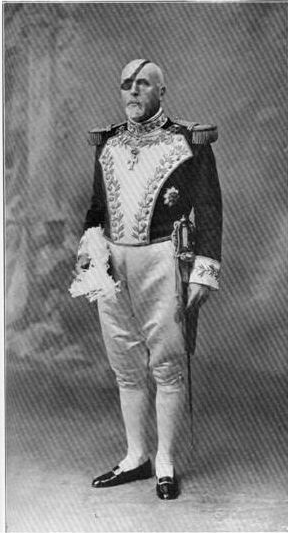
Alessandro Ruspoli, VII Prince de Cerveteri en tenue de cérémonie de Grand Maître du Sacré Hospice

### Les princes Ruspoli de Cerveteri et les comtes de Vignanello(branche ainée)
À partir de 1808, avec Francesco Ruspoli, III Prince de Cerveteri, la famille assume la charge de Grand Maître du Sacré Hospice, succédant à la famille Conti, une autre famille noble italienne.
- Francesco Maria Marescotti Ruspoli, 1er prince de Cerveteri et comte de Vignanello (1709-1731)
- Alexandre Ruspoli, II prince de Cerveteri et comte de Vignanello (1731-1779)
- Francesco Ruspoli, III Prince de Cerveteri et Comte de Vignanello (1779-1829)
- Alexandre Ruspoli, IV prince de Cerveteri et comte de Vignanello (1829-1842)
- Giovanni Nepomuceno Ruspoli, V Prince de Cerveteri et Comte de Vignanello (1842-1876)
- Francesco Maria Ruspoli, VIe prince de Cerveteri et comte de Vignanello (1876-1907)
- Alessandro Ruspoli, VII Prince de Cerveteri et Comte de Vignanello (1907-1952)
- Francesco Ruspoli, VIIIe prince de Cerveteri et comte de Vignanello (1952-1989)
- Alessandro (Dado) Ruspoli, IX Prince de Cerveteri et Comte de Vignanello (1989-2005)
- Francesco Ruspoli, 10e prince de Cerveteri et comte de Vignanello (depuis 2005)

#### Duc de Fiano Ruspoli
- Augusto Ruspoli Ottoboni, ancien duc Matre VII de Fiano (1880 –1912)

### Les Ducs Ruspoli de Sueca et l´Alcudia(branche espagnole)
Le prince Camillo Ruspoli, deuxième fils de Francesco Ruspoli, troisième prince de Cerveteri et de la comtesse Maria Leopoldina von Khevenhüller-Metsch, épousa Carlota Luisa de Godoy y Borbón, fille de Manuel de Godoy et d'Alvarez de Faria, prince de la Paix et de sa première épouse, María Teresa de Bourbon, 15e comtesse de Chinchón, fille de l'infant Louis-Antoine de Bourbon. Il est le fondateur de la lignée familiale espagnole :
- Camillo Ruspoli, 2e duc de Sueca, Iure Uxoris (1788-1864)
- Adolfo Ruspoli, 2e duc de l'Alcudia (1822-1914)
- Carlos Ruspoli, III duc de Sueca et Alcudia (1858-1936)
- Carlos Ruspoli, IVe duc de Sueca et Alcudia (1902-1975)
- Carlos Ruspoli, V Duc de Sueca et Alcudia (1932-2016)
- Luis Carlos Ruspoli, VIe duc de Sueca et Alcudia (1963)

#### Les marquis Ruspoli de Boadilla del Monte
- Camillo Ruspoli, 1er marquis de Boadilla del Monte, Jurisconsulte (1788-1864)
- Luis Ruspoli, 2e marquis de Boadilla del Monte (1828-1893)
- Camilo Ruspoli, III marquis de Boadilla del Monte (1865-1944)
- Paolo Ruspoli, IV marquis de Boadilla del Monte (1899-1969)
- Luis Ruspoli, VIe marquis de Boadilla del Monte (1933-2011)

#### Comte de Bañares de Ruspoli
- Enrique Ruspoli, ancien maître XIX comte de Bañares (1935)

### Les princes Ruspoli de Poggio Suasa(branche italienne)
Cette branche provient du prince Bartolomeo Ruspoli (1800-1872), troisième fils de Francesco Ruspoli, III prince de Cerveteri et de la comtesse Maria Leopoldina von Khevenhüller-Metsch, et frère de Camillo Ruspoli (duc d'Alcudia et de Sueca). Il a épousé Dona Carolina Ratti. Bartolomeo était colonel dans l'armée piémontaise, avec laquelle il participa aux guerres de la Renaissance italienne. Paralysé en dessous de la taille par l'explosion d'une grenade, il continue de participer aux combats sur des rouleaux poussés par son assistant. Son fils Emanuele Ruspoli fut nommé premier prince de Poggio-Suasa après avoir participé à l'unification italienne et avoir été le premier maire de la Rome italienne. Il était le père d'Eugenio, explorateur, et le grand-père d'Emmanuelle de Dampierre, duchesse d’Anjou et Ségovie par son mariage avec l'infant Jacques , fils du roi Alphonse XIII d'Espagne. Leur petit-fils Louis de Bourbon est l’actuel ainé des Capétiens, et, à ce titre, prétendant au trône de France et de Navarre.
- Emmanuel Ruspoli, 1er prince de Poggio Suasa (1838-1899)
- Mario Ruspoli, II Prince de Poggio Suasa (1867-1955)
- Marcantonio Ruspoli, III Prince de Poggio Suasa (1926-2003)
- Constantin Ruspoli, IVe Prince de Poggio Suasa (1971)

#### Les princes Ruspoli de Candriano
- Camillo Ruspoli, prince de Candriano (1882–1949)

#### Les Ducs Ruspoli de Morignano
- Francesco Ruspoli, 1er duc de Morignano (1891-1970)
- Galeazzo Ruspoli, 2e duc de Morignano (1922-2003)
- Charles Emmanuel Ruspoli, III duc de Morignano (1949)

Modèle:Discendenza

## Galerie d'images

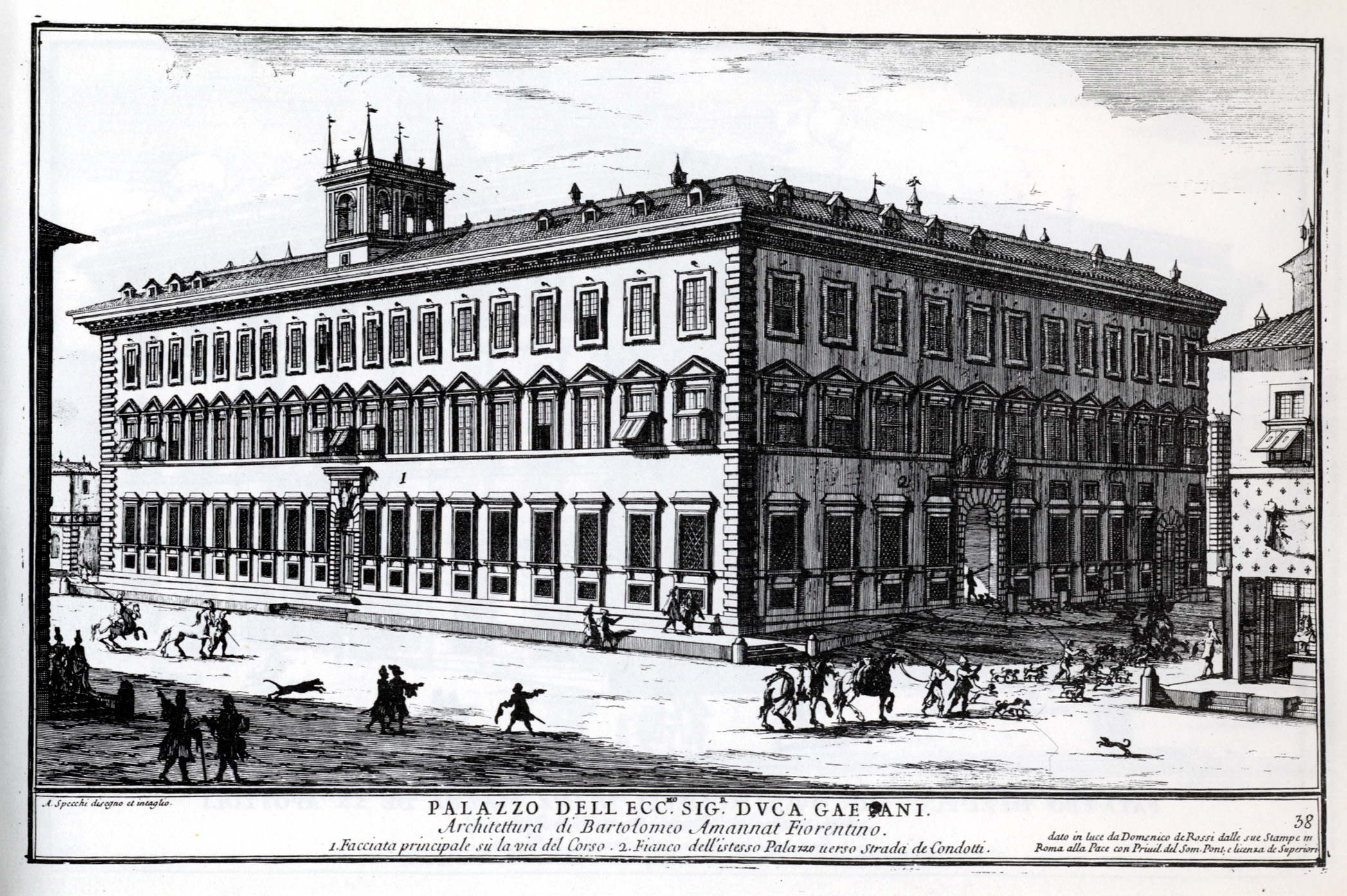
Palais Ruspoli à Rome
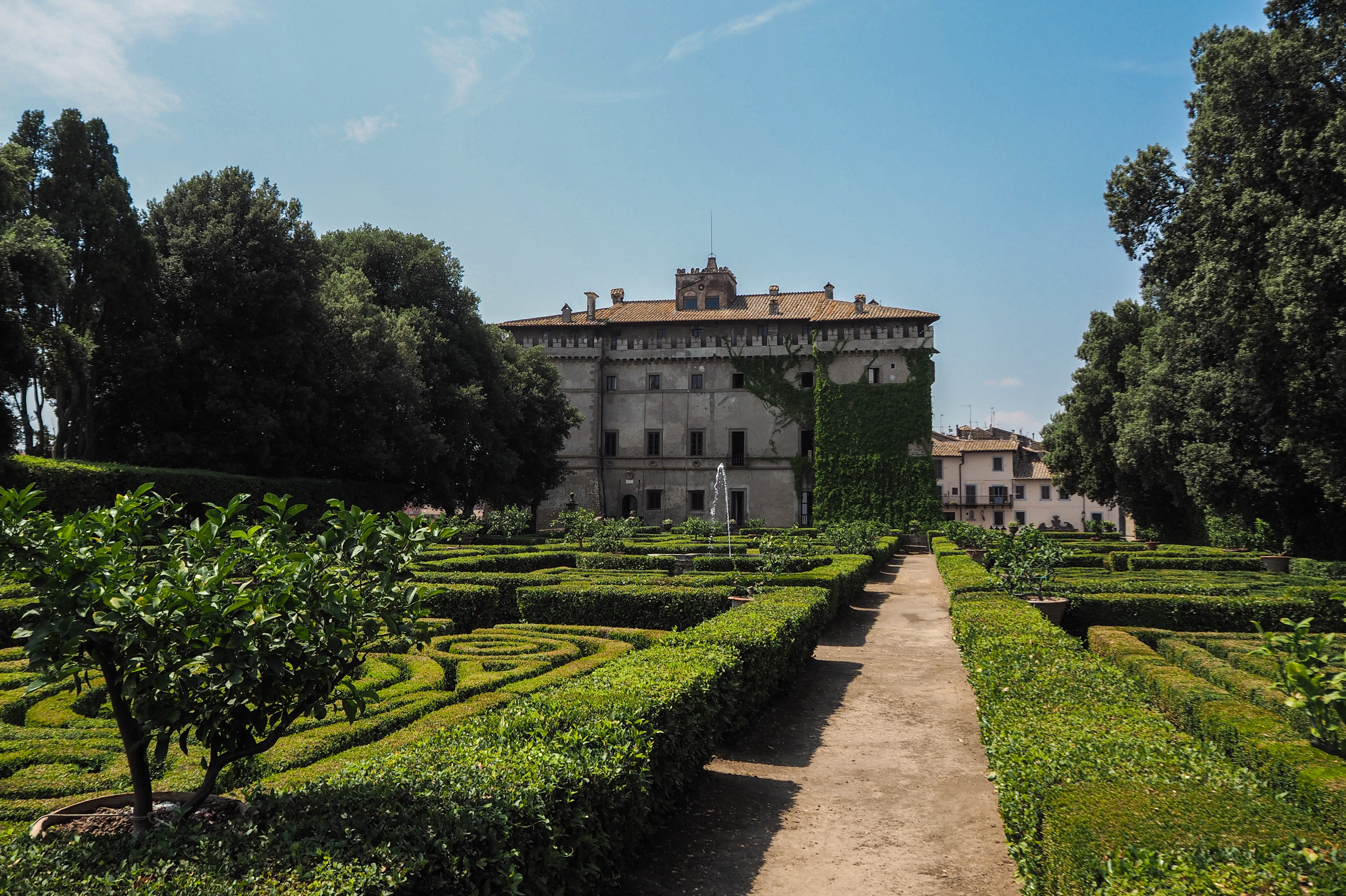
Château de Ruspoli à Vignanello
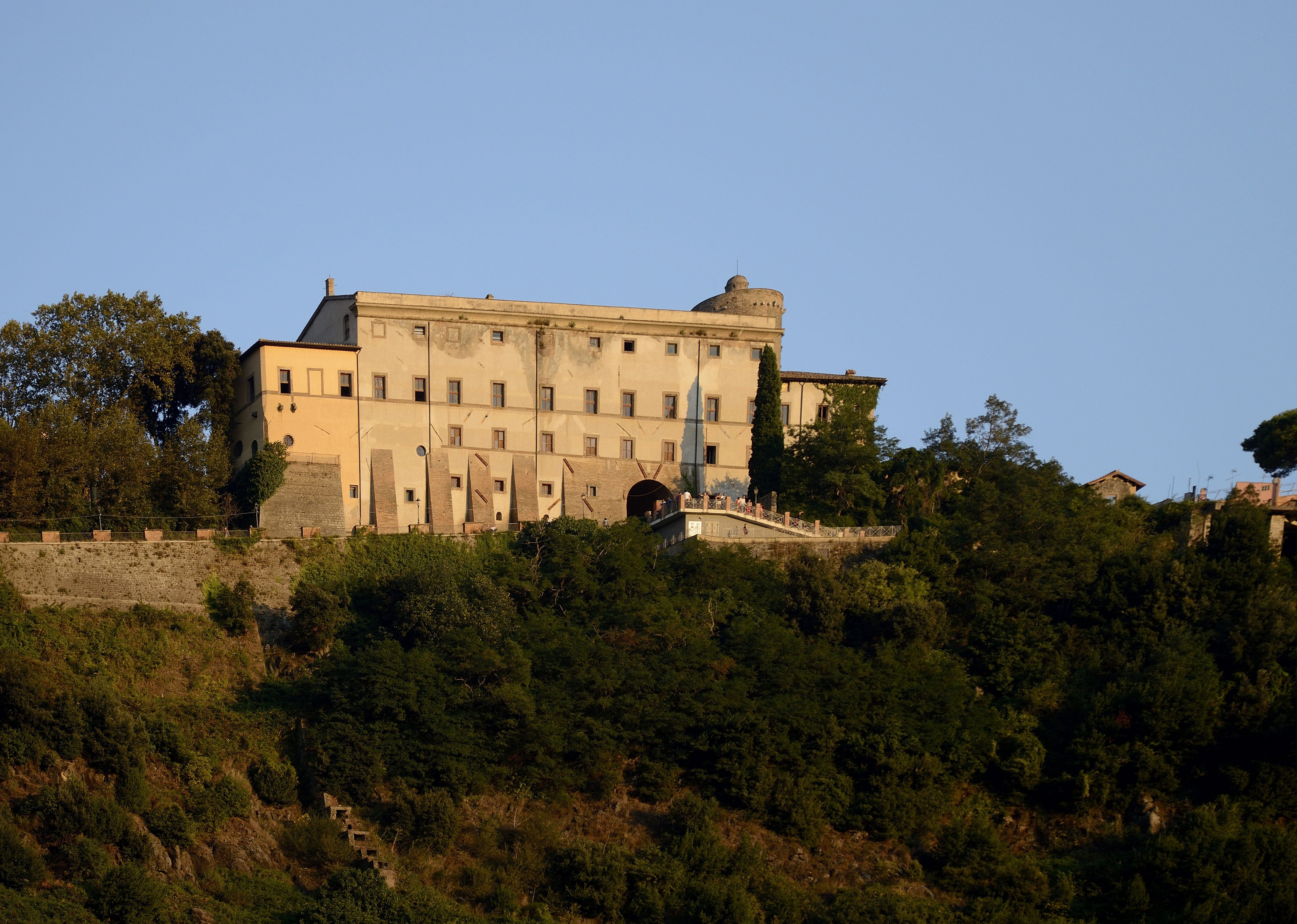
Château de Nemi
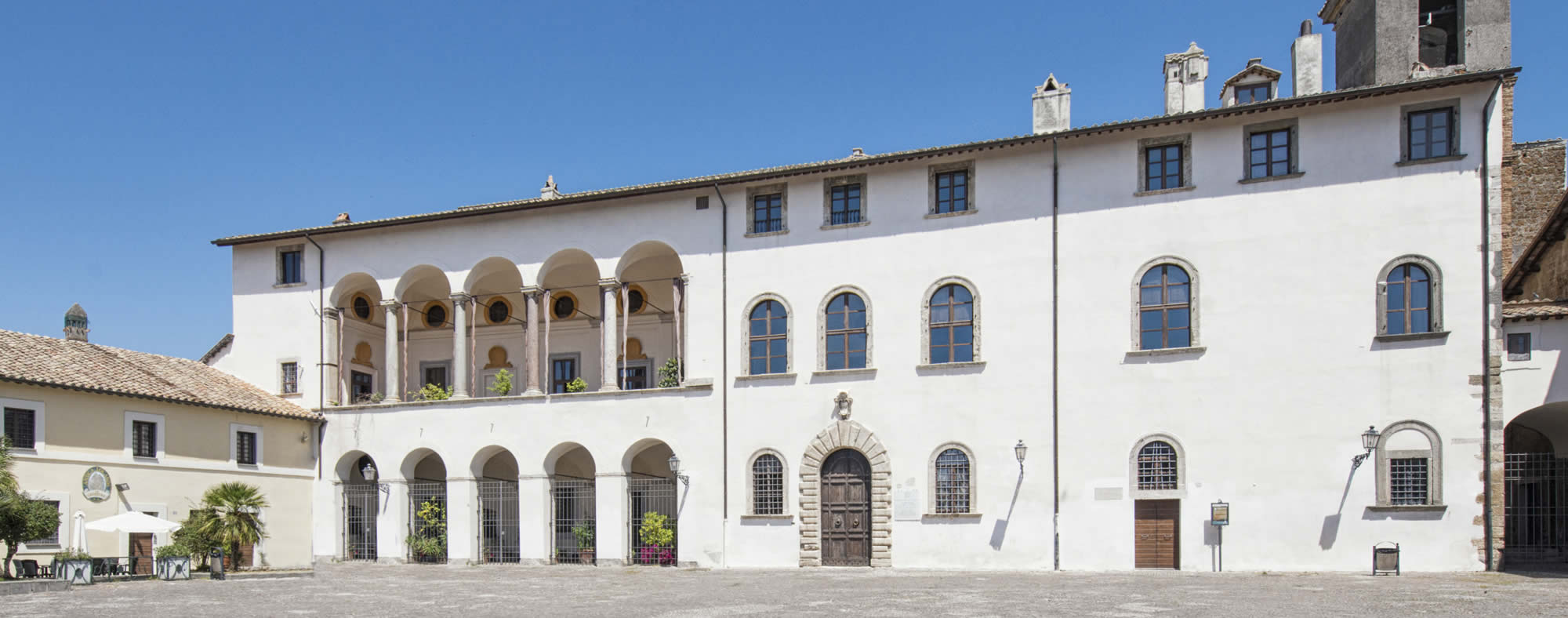
Palais de Cerveteri
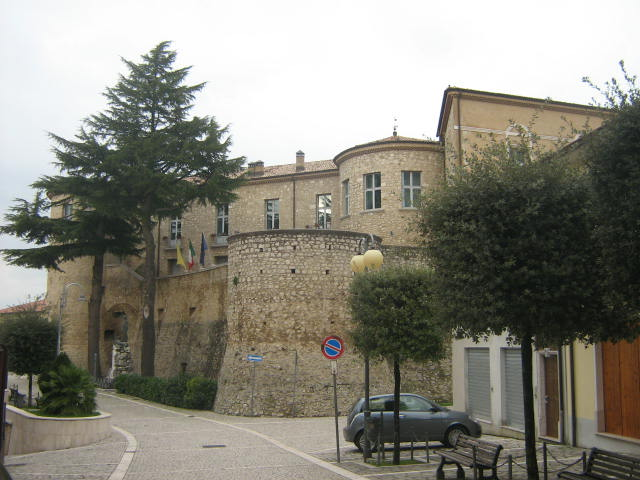
Château de Candriano
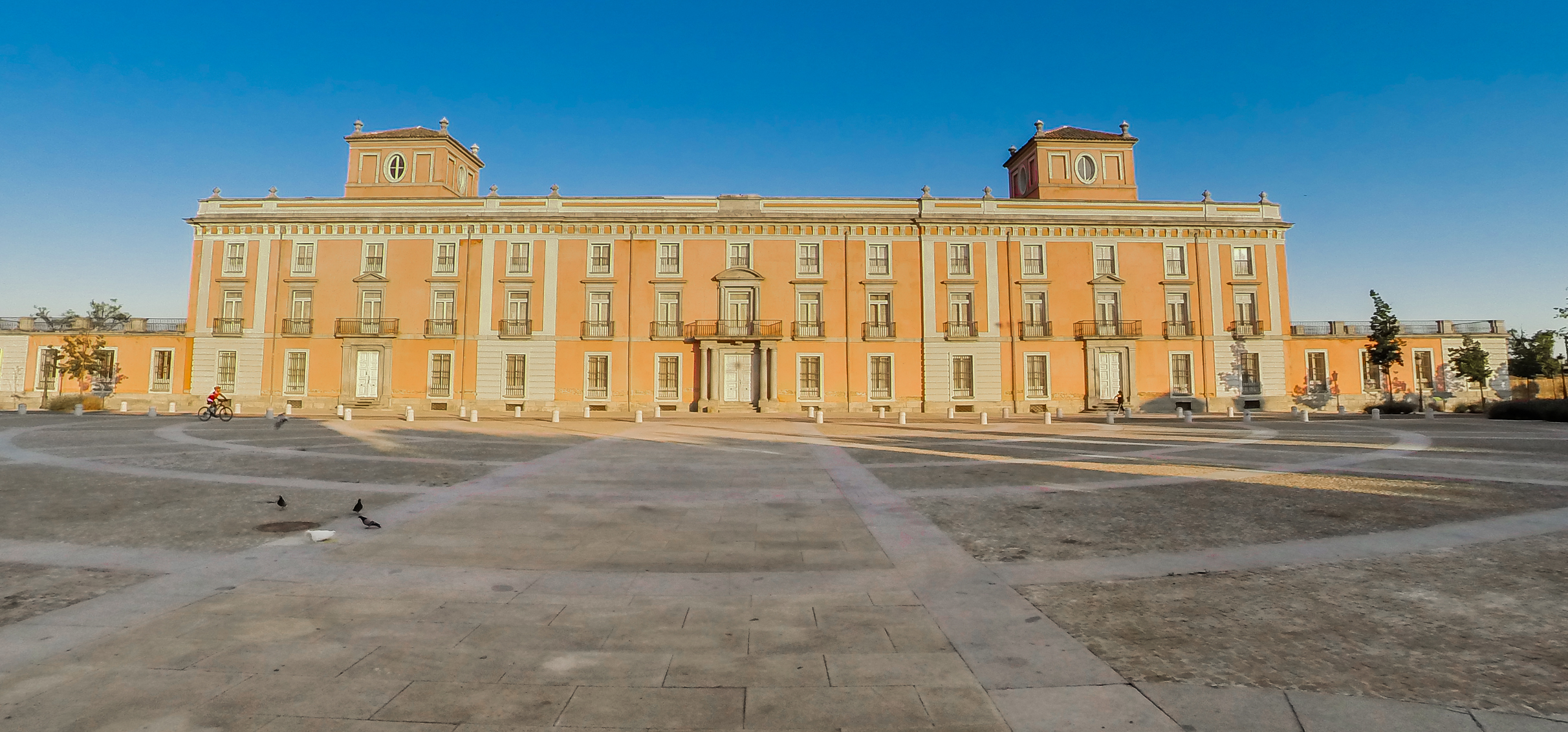
Palais de Boadilla del Monte
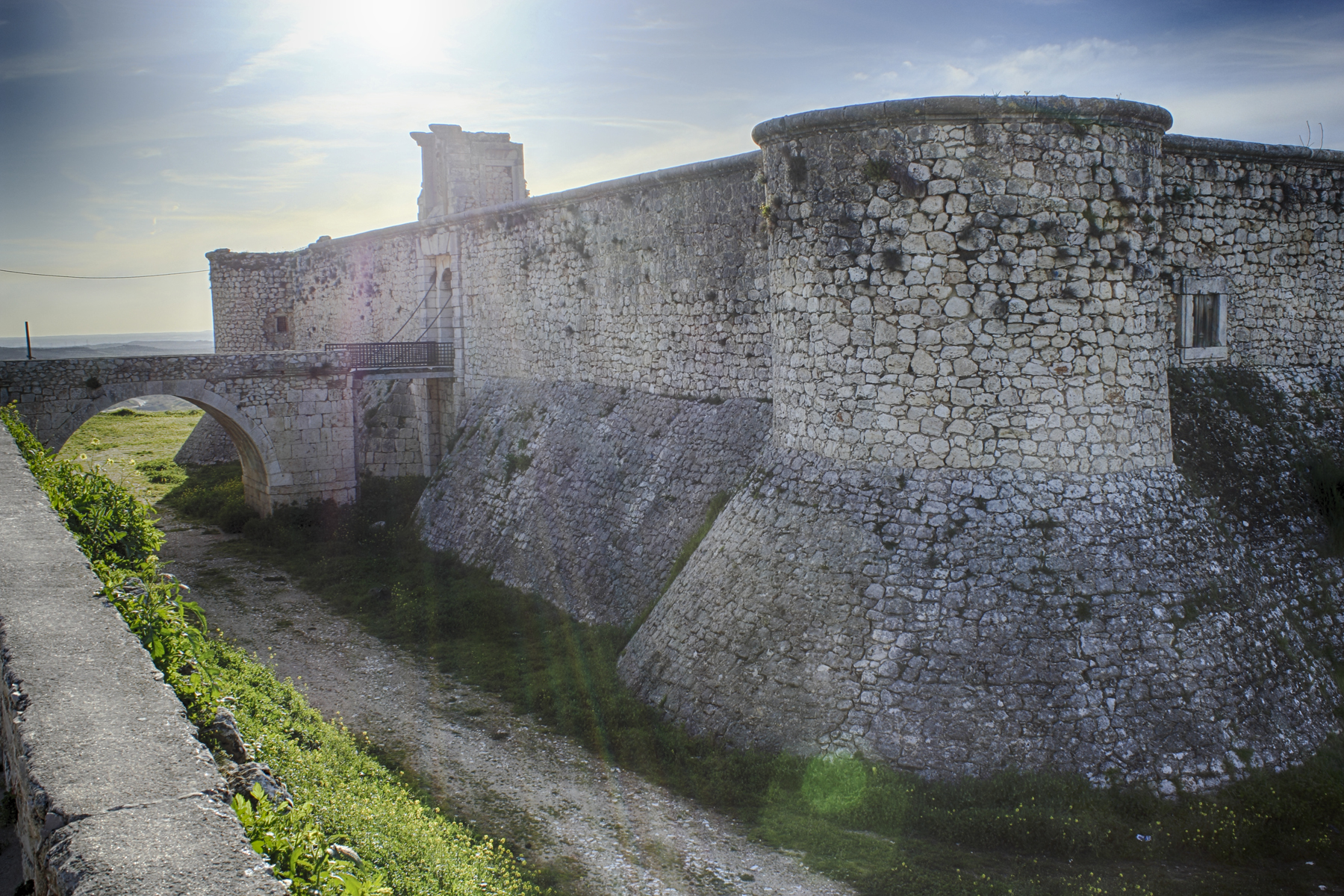
Château de Chinchón
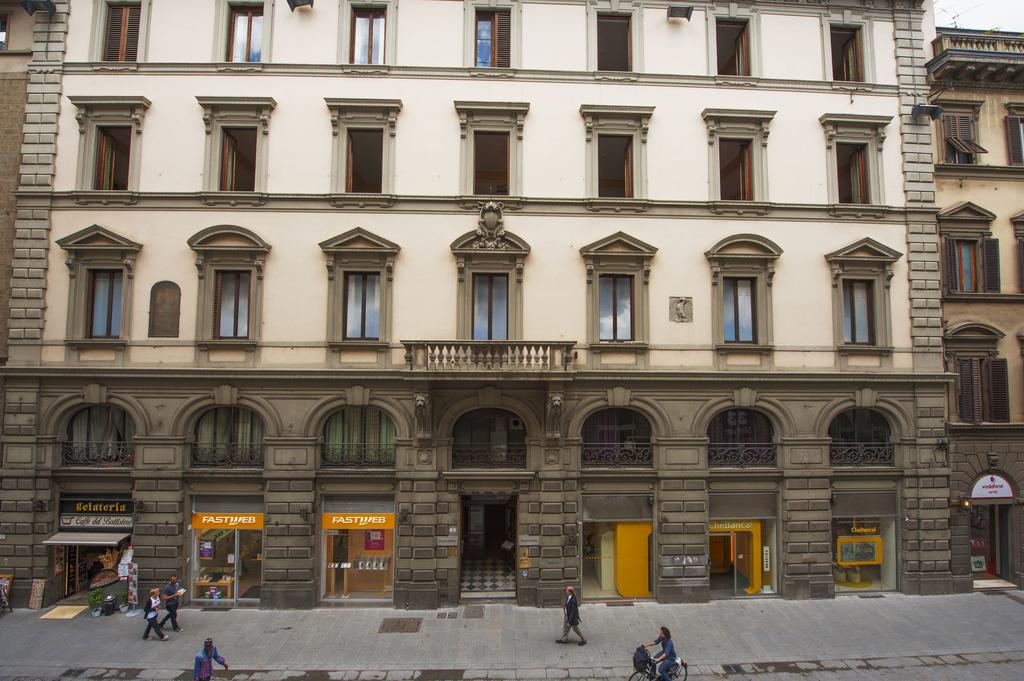
Palais Ruspoli à Florence
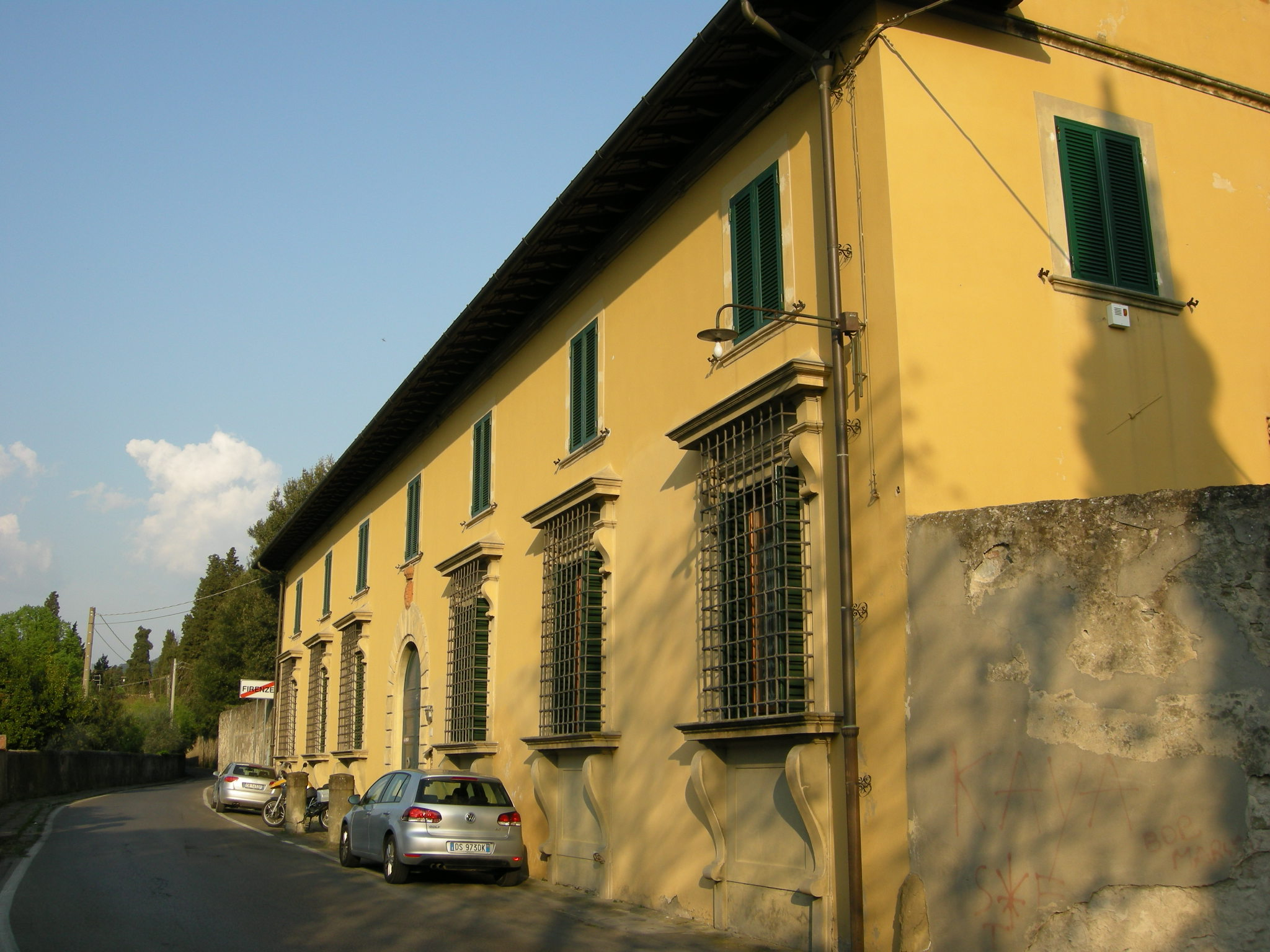
Villa Ruspoli à Florence
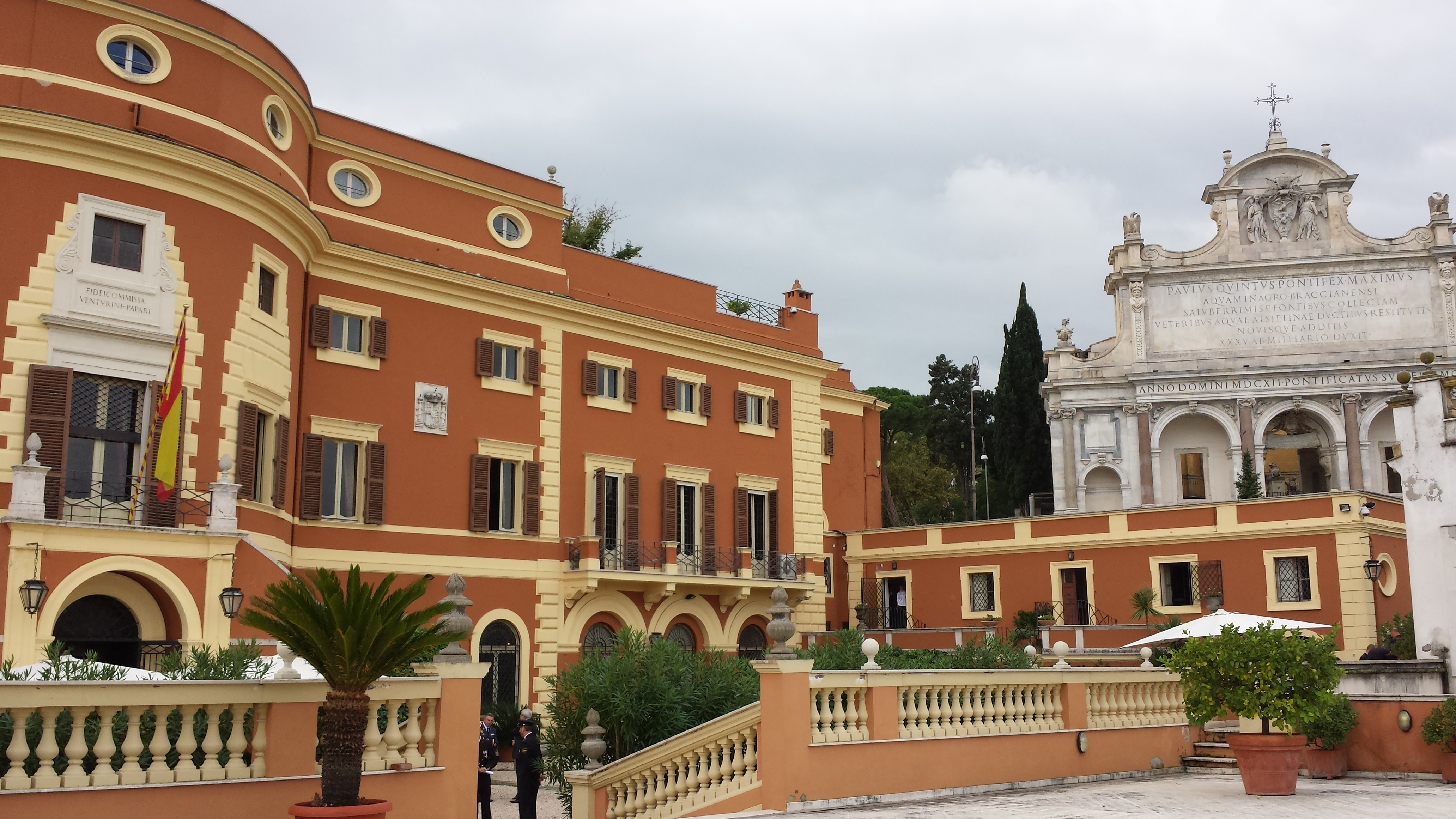
Villa Ruspoli à Rome